# グンダム圏
グンダム圏（グンダムけん、フランス語：Cercle de Goundam）は、マリ共和国の地方行政区画でトンブクトゥ州を構成する圏のひとつ。行政の中心地はグンダムにおかれる。下級単位のコミューンは16団体あり、2009年の統計で人口は150,150人を数える。

## 地理
行政区の三分の二はサハラ砂漠で覆われる劣悪な地勢で、南部はニジェール内陸デルタの北端に接し、季節湖と川は牧畜、農業、漁業を形成し乏しいながらも人々の生計を生み出している。モーリタニアとの国境に接し北部のトゥアレグ族は遊牧を、南部のソンガイ族は農耕を、そしてボゾ語（fr:Bozo (langue)）話者（ソニンケ族）は漁業を営んでいる。
グンダムには空港があり、国道は東にはトンブクトゥ州の中心域へ、南東にはモプティ州へ通じている。

## 歴史
ソンガイ帝国治世下においてグンダムは繁栄する地域であった。ソンガイ帝国は1591年のモロッコのサアド朝の侵入によって滅亡し、トゥアレグ族に取って代わられた。
グンダムの北地域にあるファギビン湖（fr:Lac Figuibine）には旱魃から逃れた難民たちが農業を始め定住化する。

## コミューン
グンダム圏には以下のコミューンがある。
- アバマラネ（fr:Abarmalane）
- アルズーヌーブ（fr:Alzounoub）
- バンタグーグー（fr:Bintagoungou）
- ドゥーイキレ（fr:Douékiré）
- ドゥークーリア（fr:Doukouria）
- エッサカーヌ（fr:Essakane）
- ガルガンド（fr:Gargando）
- グンダム（fr:Goundam）
- イッサベリー（fr:Issabéry）
- カネイエ（fr:Kaneye）
- ムブーナ（fr:M'Bouna）
- ラズ＝エル＝マ（fr:Raz-El-Ma）
- テレ（fr:Télé (Mali)）
- ティレムシ (グンダム圏)（fr:Tilemsi (Goundam)）
- タン・アイシャ（fr:Tin Aïcha）
- トンカ（fr:Tonka (Mali)）